# Mocsárlény: A sorozat
A Mocsárlény: A sorozat (eredeti cím: Swamp Thing) 2019-ben bemutatott amerikai televíziós sorozat, ami a DC Comics képregények azonos nevű karakterén alapul. A sorozat alkotói Gary Dauberman és Mark Verheiden, a történet pedig egy orvosnő kutatásáról szól egy rejtélyes vírus után, ami elvezeti a címszereplő lényhez. A szereplők között megtalálható Crystal Reed, Virginia Madsen, Andy Bean, Derek Mears és Henderson Wade
A sorozatot az Amerikai Egyesült Államokban az azt készítő DC Universe szolgáltatás mutatta be 2019. május 31. és augusztus 2. között, Magyarországon először az HBO Go-ra került fel, majd 2020. január 19-én az HBO 3 tűzte műsorra.

## Cselekmény
A film főszereplője a virológus Abby Arcande, aki hosszú idő után tér haza szülővárosába, a louisanai Maraisba. A városban egy halálos vírus kezdi ugyanis szedni áldozatait, ez után nyomoz Abby. Ahogy azonban halad előre összetalálkozik egy rejtélyes mocsári lénnyel, aki a tragikusan elhunyt tudós, Alec Holland emlékeivel rendelkezik.

## Szereplők
| Karakter         | Színész         | Magyar hang        |
| ---------------- | --------------- | ------------------ |
| Mocsárlény       | Derek Mears     | Varga Rókus        |
| Alec Holland     | Andy Bean       | Czető Roland       |
| Abby Arcande     | Crystal Reed    | Bogdányi Titanilla |
| Maria Sunderland | Virginia Madsen | Orosz Anna         |
| Matt Cable       | Henderson Wade  | Varga Gábor        |
| Liz Tremayne     | Maria Sten      | Solecki Janka      |
| Madame Xanadu    | Jeryl Prescott  | Csere Ágnes        |
| Avery Sunderland | Will Patton     | Epres Attila       |
| Lucilia Cable    | Jennifer Beals  | Németh Kriszta     |
| Jason Woodrue    | Kevin Durand    | Kárpáti Levente    |

## Epizódok
| Sor. | Év. | Cím                                                    | Rendező          | Író                                                                | Premier                              |
| --- | --- | ------------------------------------------------------ | ---------------- | ------------------------------------------------------------------ | ------------------------------------ |
| 1. | 1.  | Hazatérés (Pilot)                                      | Len Wiseman      | Tévéjáték: Gary Dauberman & Mark Verheiden                         | 2019. május 31. 2020. január 19.     |
| Az évadnyitó részből kiderül, hogy különös, természetellenes dolgok történnek a louisanai kisváros, Marais közelében lévő mocsárban. Amikor furcsa betegség üti fel a fejét a lakosság körében, a Járványügyi és Betegségmegelőzési Központtól (CDC) Dr. Abby Arcane-t küldik a helyszínre az ügy kivizsgálására. A tudós, aki hosszú idő után tér vissza a szülővárosába, a kórházban találkozik Alec Holland biológussal, aki az üzletember Avery Sunderland megbízásából végez tudományos munkát a környéken. |     |                                                        |                  |                                                                    |                                      |
| 2. | 2.  | Ég és föld (Worlds Apart)                              | Len Wiseman      | Mark Verheiden & Doris Egan                                        | 2019. június 7. 2020. január 26.     |
| Lucilia Cable seriffhelyettes az eltűnt Alec Hollandot keresi, azonban nem sikerül a férfi nyomára bukkania. Eközben Daniel Cassidy videónaplója alapján Abby Arcane arra a következtetésre jut, hogy ami történt, több volt egyszerű balesetnél. Később, amikor az egyik betege, Susie Coyle megszökik a kórházból, Abby és Matt Cable követik a nyomait a mocsárba. Abby itt találkozik a mocsárlénnyel, a teremtménnyel, amelyet Susie később Alec Hollandként azonosított.                                   |     |                                                        |                  |                                                                    |                                      |
| 3. | 3.  | Zöld nyavalya (He Speaks)                              | Deran Sarafian   | Rob Fresco                                                         | 2019. június 14. 2020. február 2.    |
| A járvány egyre súlyosabb méreteket ölt a louisanai kisvárosban. Miközben Abby az erejét megfeszítve küzd azért, hogy megfékezze a járványt, a barátját és munkatársát, Harlant elkapja a "zöld influenza". Abby megpróbál gyógymódot keresni Alec Holland laboratóriumában, ehelyett azonban a legújabb természetfeletti reanimációra bukkan. Jóllehet, a mocsárlény az új, különös erejét használja a beavatkozásnál, sokkal kétségbeesettebb, mint valaha, hogy sikerül-e visszakapnia emberi mivoltát.       |     |                                                        |                  |                                                                    |                                      |
| 4. | 4.  | Sötétség a város szélén (Darkness on the Edge of Town) | Carol Banker     | Erin Maher & Kay Reindl                                            | 2019. június 21. 2020. február 9.    |
| Todd és az apja holttestet találnak egy fában, ami megsérti Toddot. Később Todd pánikba esik egy kígyótól, és le akarja vágni a kezét. A sérüléseibe belehal, de előtte megsérti Delroyt. Abby találkozik Alec-kel, és egy szövetmintát kap. Dr Woodrue meglepődik a sejtek kombinációján, és beleegyezik, hogy Abbyvel dolgozik. Delroy egy álarcos embert lát. Abby megvizsgálja a területet, ahol Todd megfertőződött. Kénytelen elfogadni, hogy a dolgok, melyeknek tanúja volt, természetfelettiek.         |     |                                                        |                  |                                                                    |                                      |
| 5. | 5.  | A múlt árnyai (Drive All Night)                        | Greg Beeman      | Franklin Rho                                                       | 2019. június 28. 2020. február 16.   |
| A mocsárlény találkozik a Phantom Stranger néven ismert idegennel. Shawna szelleme megszállja Susie-t, és Mariát a mocsárba csábítja. Abby követi a mocsárhoz Mariát, és meg akarja menteni, amikor az rátámad. Amikor később Shawna szelleme meg akarja ölni Mariát, a mocsárlény menti meg. A mocsárlény segítségével Abby rájön, Shawnát egy gonosz erő gyilkolta meg. Avery megfenyegeti Lizt, aki Alec halála ügyében nyomoz. Daniel megpróbálja elhagyni a várost. Jason átvizsgálja Alec laboratóriumát.  |     |                                                        |                  |                                                                    |                                      |
| 6. | 6.  | Fizetni kell mindenért! (The Price You Pay)            | Toa Fraser       | Tania Lotia                                                        | 2019. július 5. 2020. február 23.    |
| Avery Sunderland emberei megpróbálják elfogni a mocsárlényt. Lucilia Cable seriffhelyettes Mattot küldi ki az ügy kivizsgálására. Amikor Matt harcba keveredik a teremtménnyel, felbukkan Abby, és elmondja neki, hogy szörnyeteg valójában Alex Holland. Matt bevallja Luciliának, Avery védelmében ő ölte meg Alec-ket. Liz elmondja Abbynek, hogy az embereket, akik megtámadták őt és Danielt, Avery küldte. Abby összetűzésbe keveredik Averyvel, aki megfenyegeti. Jason felébreszti Danielt a kómából.    |     |                                                        |                  |                                                                    |                                      |
| 7. | 7.  | Tökéletes álca (Brilliant Disguise)                    | Alexis Ostrander | Andrew Preston & Rob Fresco                                        | 2019. július 12. 2020. március 1.    |
| Alec a mocsár mélyére vezeti Abbyt. Miközben a lány mintát vesz egy elhalt fáról, sötétség támad, és megfertőződik. Alec visszaviszi Abbyt a laborba, és minden különleges képességére szükség van, hogy megmentse őt. Lucilia elmondja Averynek, hogy Alec még mindig életben van, és arra kéri, hogy menjen vele, és kapják el, mielőtt ő jönne el értük. Matt felbukkanása felkavarja a kedélyeket, és összetűznek egymással. Alec elmondja Abbynek, hogy az átalakulása egy magasabb célt szolgál.           |     |                                                        |                  |                                                                    |                                      |
| 8. | 8.  | Hosszú út hazáig (Long Walk Home)                      | E. L. Katz       | Doris Egan                                                         | 2019. július 19. 2020. március 8.    |
| A sérült Avery a mocsárban keresi a kiutat, amikor a vérveszteségtől hallucinálni kezd. A mocsárlény találja meg, visszaviszi a laborba, és segít neki a felgyógyulásban. Az atlantai központban megtagadják Abbytől, hogy hozzáférjen a minták eredményéhez. A lány összetűzésbe kerül a Konklávéval. Harlant elrabolják, miután elhagyja Abby lakását. Avery visszatér Woodrue-val, de magával hozza a Konklávé embereit is. Abby rájön, hogy a mocsárlény veszélyben van, és visszatér Maraisba, de elkésik.  |     |                                                        |                  |                                                                    |                                      |
| 9. | 9.  | Anatómia lecke (The Anatomy Lesson)                    | Michael Goi      | Tévéjáték: Mark Verheiden Történet: Noah Griffith & Daniel Stewart | 2019. július 26. 2020. március 15.   |
| Miután a Konklávé emberei elfogták a mocsárlényt, a titkos létesítménybe viszik, ahol Jason Woodrue megvizsgálja. Eközben Matt ittasan autóbalesetet szenved. Bár Woodrue eltávolította a mocsárlény tüdejét és szívét, a teremtmény felfedezi, hogy azok nélkül is képes élni. A további vizsgálat során Woodrue megállapítja, hogy a mocsárlény nem Alex Holland, hanem humanoid növény. Abby és Liz a titkos létesítmény nyomára bukkan. A Titokzatos Idegen hatására Daniel Cassidy végzetes döntésre jut.   |     |                                                        |                  |                                                                    |                                      |
| 10. | 10. | Elvarratlan szálak (Loose Ends)                        | Deran Sarafian   | Tévéjáték: Erin Maher & Kay Reindl Történet: Rob Fresco            | 2019. augusztus 2. 2020. március 22. |
| Abby szerint Alec szelleme a mocsárlényben él. Amikor Nathan Ellery és az emberei rájuk támadnak, a mocsárlény Nathan kivételével végez velük. Woodrue kísérletet hajt végre magán, hogy megmentse a feleségét. Avery megpróbál kibékülni az exszeretőjével, Luciliával, ám amikor az visszautasítja, rátámad. Liz segít Danielnek, hogy megszabaduljon a Kék Ördög átkától, és elhagyhassa Maraist. Abby és a mocsárlény súlyos döntést hoznak, együtt próbálják leküzdeni a sötétséget.                        |     |                                                        |                  |                                                                    |                                      |

## Arrowverzum
A sorozatban bemutatott Mocsárlény feltűnik a The CW Arrowverzum crossoverében, a Végtelen világok válságában. A crossover visszamenőleg megalapozza a sorozat világát Föld-19 néven.